# LCCI簿記level-1
LCCI 簿記 Book-Keeping level-1 是基本會計的入門部份，此考試希望考生能牚握記錄商業交易概念，以及為獨立交易商記帳和準備其會計記錄。這是成為會計文員的基本知識。考試成功者可以修讀簿記及會計。此些部份函蓋於香港中學文憑考試「企業、會計與財務概論」課程當中會計學部份。

## 考試範圍
1.會計等式及基本複式簿記
2.透過複式記帳法記錄交易
3.平衡賬戶
4.採購/銷售/退貨
5.分類帳:其細分
6.日記簿
7.銀行信貸/付款方式或收費
8.現金帳和現金折扣
9.銀行對帳
10.零用現金簿及備用金制度
11.試算表
12.在決算調整的應計費用及預付款項
13.固地質產折舊
14.有關壞帳的條目
15.簿
16.資本和收益性支出
17.錯誤的帳戶及其修正
18.影響對資本的利潤(或虧損)及提取
19.貿易及損益帳
20.資產負債表
21.控制帳戶的介紹
備注: 第9,10,16,19,20項為重點考核部份

## 考試形式
- 五題必答題，共100分
- 考試時間為2小時
- 全部問題皆須作答

## 考試成績
合格- 50%-59%
良好- 60%-74%
優異- 75%-100%

## 報考中心
香港: https://web.archive.org/web/20170912070216/http://lcciasia.com/content.php?id=38